# Atarba bellamyi
Atarba bellamyi är en tvåvingeart som beskrevs av Alexander 1950. Atarba bellamyi ingår i släktet Atarba och familjen småharkrankar. Inga underarter finns listade i Catalogue of Life.